# Щербань Ірина Михайлівна
Щербань Ірина Михайлівна (нар. 30 квітня 1954) — кандидат географічних наук, доцент, метеоролог, кліматолог. 

## Життєпис
З відзнакою закінчила у 1976 році географічний факультет Київського університету зі спеціальності «географ-метеоролог». У 1979 році закінчила аспірантуру Українського науково-дослідного гідрометеорологічного інституту, кандидатська дисертація «Просторово-часовий розподіл снігового покриву в Україні». Працювала у 1979—1991 роках молодшим науковим співробітником у цьому інституті, у 1991—2000 роках старшим науковим співробітником науково-дослідного економічного інституту Міністерства економіки України. Працює в Київському університеті з 2001 року науковим співробітником, з 2001 доцентом кафедри метеорології та кліматології географічного факультету. Викладає «Синоптичну метеорологію», «агрометеорологію», «особливості синоптичних процесів в Україні».

## Нагороди
Нагороджена медаллю «В пам'ять 1500-річчя Києва» у 1985 році. Почесною грамотою ректора КНУ ім. Тараса Шевченка у 2004 році.

## Наукові праці
Сфера наукових досліджень: кліматологія, прикладна кліматологія та метеорологія. Автор і співавтор понад 70 наукових праць, 10 колективних монографій, 2 навчальних посібників. Основні праці:
1. Клімат Львова: Монографія. — Луцьк, 1998 (у співавторстві).
2. Клімат України: Монографія. — К., 2003 (у співавторстві).
3. Гідрометеорологічні умови басейну Чорної Тиси та їх вивчення: Навч. посіб. — К., 2005 (у співавторстві).
4. Стихійні метеорологічні явища на території України за останнє двадцятиріччя (1986—2005 роки). — К., 2006 (у співавторстві).
5. Основи синоптичної метеорології: Навчальний посібник. — К., 2006 (у співавторстві з П.І. Кобзистим)[1].